# Emanuel Zeis
Emanuel Zeis (1. ledna 1847 Tábor – 11. října 1918 Tábor), byl rakouský a český právník a politik, na sklonku 19. století poslanec Českého zemského sněmu a starosta Tábora.

## Biografie
Patřil do vlivného táborského rodu Zeisů. Jeho otec Jakub Zeis byl táborským purkmistrem. Emanuel Zeis absolvoval nižší reálku v Táboře a gymnázium v Písku. Maturitu složil roku 1866. Vystudoval následně práva na Karlo-Ferdinandově univerzitě v Praze a na Vídeňské univerzitě. V říjnu 1873 se oženil s Marií rozenou Kopfsteinovou. Měli dvě děti – dceru Emanuelu a syna Egona, který k roku 1918 působil jako prezidiální tajemník zemské správní komise.
V roce 1867 již Emanuel veřejně vystoupil po boku otce při odhalování pomníku Josefa Vlastimila Kamarýta. Byl předsedou výboru pro zbudování tohoto pomníku. Koncem 60. let nastoupil do advokátní praxe ke Karlovi z Herrnrittů. V roce 1871 se stal auskultantem, roku 1872 adjunktem a roku 1873 požádal o registraci coby samostatný advokát. Mezitím v roce 1870 otec Jakub Zeis kvůli pokročilému věku odmítl další kandidaturu na starostu a Emanuel Zeis postupně převzal vedení rodu Zeisů v místní politice. V ní se angažoval i jeho bratr Jakub Zeis mladší. Emanuel nastoupil roku 1875 jako učitel na vyšší hospodářskou školu, ale následujícího roku se místa vzdal a věnoval se advokátní činnosti. Roku 1878 po smrti dr. Herrnritta stal právním zástupcem města Tábor.
Po obecních volbách roku 1883 byl zvolen starostou Tábora. Když téhož roku zemřel bývalý starosta Moric Schöne, zapojil se Zeis i do zemské politiky, protože po doplňovacích volbách roku 1884 převzal i Schöneho poslanecké křeslo v Českém zemském sněmu. Mandát obhájil v řádných volbách v roce 1889 (městská kurie, volební obvod Tábor, Soběslav, Kamenice, Pelhřimov). Politicky patřil ke staročeské straně. Na sněmu nepatřil mezi aktivní poslance. Zasedal v zdravotní komisi, do roku 1889 vystoupil jen dvakrát s obsáhlejším projevem na plénu. Častěji vystupoval s regionálními poznámkami a intervencemi. Na mandát rezignoval roku 1890.
Post starosty města obhájil roku 1886. Rezignoval v roce 1889. V té době čelil rostoucí mladočeské kritice, kterou umocnilo i zrušení táborské reálky. Oficiálně ale rezignaci odůvodnil zdravotními ohledy. Zastupitelé mu pak udělili čestné občanství. Ani pak ale politický život neopustil. Od roku 1890 zastával funkci okresního starosty. Od konce 19. století byl také předsedou ředitelství městské spořitelny. Okresním starostou byl až do své smrti.
Byl mu udělen Řád Františka Josefa a Řád železné koruny. Zemřel v říjnu 1918.